# Michal Stripačuk
Michal Stripačuk (13. července 1934, Stradov – 14. května 2025) byl český silniční motocyklový závodník.

## Závodní kariéra
Závodil ve třídách do 50, 125, 250 i 350 cm³ na motocyklech Ravo, Jawa, ČZ a Ahra. V mistrovství republiky vyhrál 4 závody a na motocyklu Ravo se stal mistrem republiky ve třídě do 125 cm³ v roce 1969, když vyhrál 4 závody z pěti. Jeho největším úspěchem je páté místo při Velké ceně Československa 1970 ve třídě do 50 cm³, kdy startoval na motocyklu vypůjčeném od Holanďanů.

## Úspěchy
- 5. místo při GP Československa 1970 – do 50 cm³ – motocykl Jamathi
- 17. místo celkově – Mistrovství světa do 50 cm³ 1970
- 1x mistr Československa
- Mistrovství Československa silničních motocyklů – celková klasifikace
  - 1966 do 175 cm³ – 16. místo – ČZ
  - 1968 do 125 cm³ – 5. místo – Ravo
  - 1968 do 250 cm³ – 24. místo – Jawa
  - 1968 do 350 cm³ – 16. místo – Jawa
  - 1969 do 125 cm³ – 1. místo – Ravo
  - 1969 do 350 cm³ – 28. místo – ČZ
  - 1970 do 125 cm³ – 18. místo – Ravo
  - 1971 do 50 cm³ – 10. místo – Ahra
  - 1971 do 125 cm³ – 14. místo – Ravo
  - 1972 do 125 cm³ – 17. místo – Jawa
  - 1976 do 125 cm³ – nebodoval – Jawa
- 4 vítězství v závodech mistrovství Československa